# Ain Timguenai
Ain Timguenai (en àrab عين تيمكناي, ʿAyn Tīmganāy; en amazic ⵣⴰⵡⵉⵜ ⵏ ⴱⵓⴳⵔⵉⵏ) és una comuna rural de la província de Sufruy, a la regió de Fes-Meknès, al Marroc. Segons el cens de 2014 tenia una població total de 6.519 persones.